# فرنسيسكو سانشيز
فرنسيسكو سانشيز (بالإسبانية: Francisco Javier Sánchez)‏ (30 يناير 1973 مدينة مكسيكو المكسيك - ) هو لاعب كرة قدم مكسيكي يلعب كمدافع.

## روابط خارجية
- فرنسيسكو سانشيز على موقع قاعدة بيانات كرة القدم.إي يو (الإنجليزية)
- فرنسيسكو سانشيز على موقع ناشيونال فوتبول تيمز (الإنجليزية)
- فرنسيسكو سانشيز على موقع أوليمبيديا (الإنجليزية)